# Guido Ara
Pour les articles homonymes, voir Ara.
Guido Ara (né le 28 juin 1888 à Verceil, au Piémont, et mort le 22 mars 1975 à Florence) était un footballeur et entraîneur italien.

## Biographie
En tant que milieu de terrain, Guido Ara fut international italien à 13 reprises (1911-1920) pour un but. Il honora sa première sélection le 6 janvier 1911 contre la Hongrie, qui se solda par une défaite (0-1), et sa dernière sélection fut jouée le 13 mai 1920, contre les Pays-Bas, qui se solda par un match nul (1-1). Son seul but inscrit en sélection fut marqué contre la Belgique, le 1er mai 1913, qui se solda par une victoire (1-0).
En tant que joueur, il joua toute sa carrière à l'US Pro Vercelli pendant 13 années, remportant 6 Scudetti. En 1919, il devint joueur-entraîneur.
Il entama une carrière d'entraîneur de 1919 à 1948, soit 29 années. Il entraîna de nombreux clubs (Côme Calcio, US Pro Vercelli, AC Fiorentina, AS Rome, AC Milan, Genoa CFC et Calcio Lecco) et remporta deux titres de Serie A lorsqu'il fut joueur-entraîneur à l'US Pro Vercelli. Il fut finaliste de la Coupe d'Italie en 1940 avec l'AS Rome.

## Clubs

### En tant que joueur
- 1908-1921 : US Pro Vercelli

### En tant qu'entraîneur
- 1919-1926 : US Pro Vercelli
- 1927-1929 : Côme Calcio
- 1932-1934 : US Pro Vercelli
- 1934-1937 : AC Fiorentina
- 1937-1940 : AS Rome
- 1940-1941 : AC Milan
- 1941-1944 : Genoa CFC
- 1946-1947 : AC Fiorentina
- 1947-1948 : Calcio Lecco

## Palmarès

### En tant que joueur
- Championnat d'Italie de football
  - Champion en 1908, en 1909, en 1911, en 1912, en 1913 et en 1921 (en tant que joueur-entraîneur)

### En tant qu'entraîneur
- Championnat d'Italie de football

- - Vainqueur en 1921 (en tant que joueur-entraîneur) et en 1922
- Coupe d'Italie de football
  - Finaliste en 1940